# Geodessus kejvali
Geodessus kejvali is een keversoort uit de familie waterroofkevers (Dytiscidae). De wetenschappelijke naam van de soort is voor het eerst geldig gepubliceerd in 1996 door Balke & Hendrich.